# Takuya Matsumoto
Takuya Matsumoto (født 6. februar 1989) er en japansk fodboldspiller, som spiller for den japanske fodboldklub Blaublitz Akita.